# 1222 هـ
1222 هـ هي سنة في التقويم الهجري امتدت مقابلةً في التقويم الميلادي بين سنتي 1807 و1808.

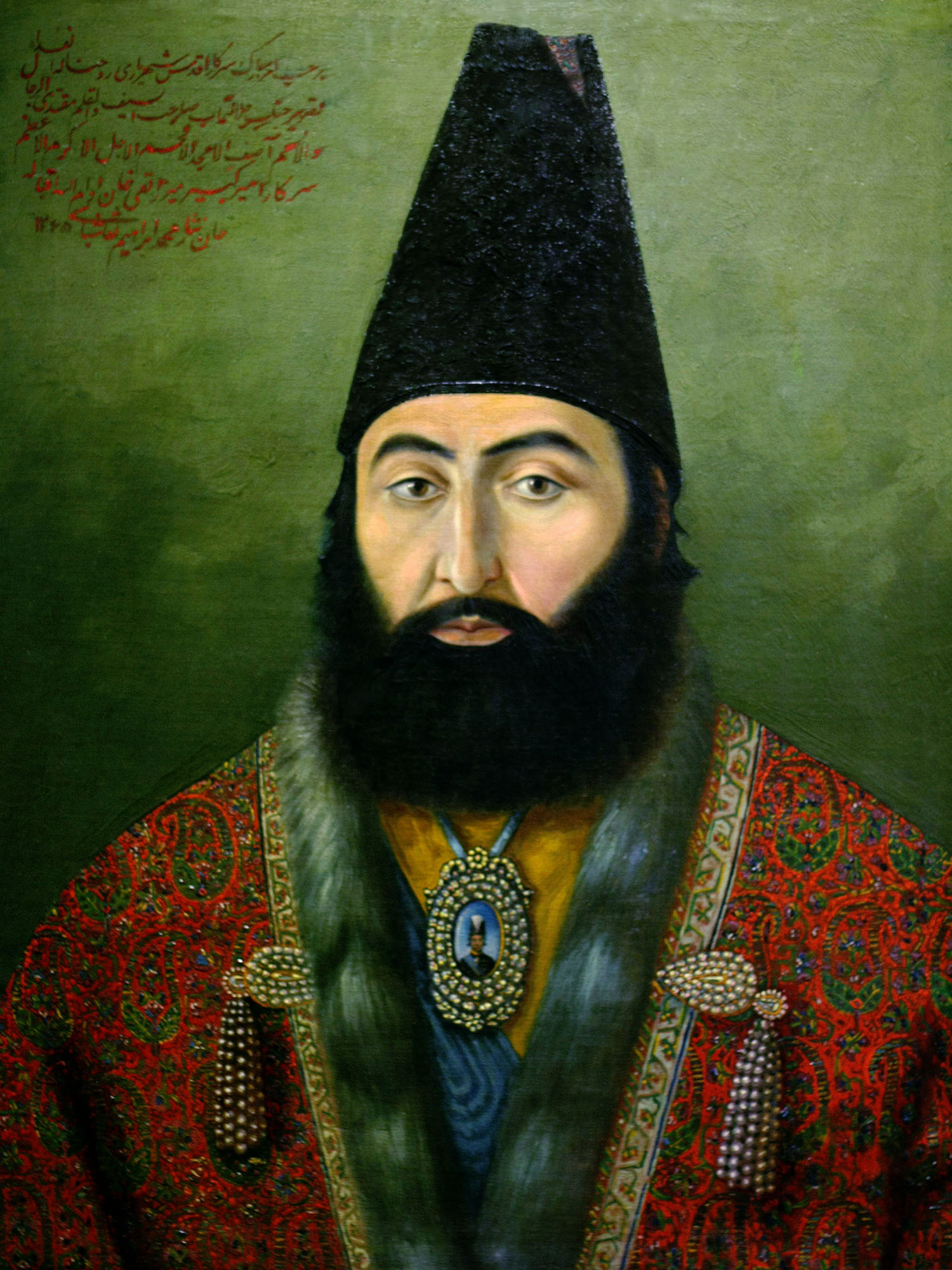
ميرزا محمد تقي خان فراهاني (اميركبير)

## أحداث
- الإمام سعود بن عبد العزيز بن محمد يضم أملج والحناكية وخيبر والوجه وتيماء وضبا وتبوك وعمان وسكاكا والجوف ودومة الجندل ورفحا وعرعر وطريف والقريات والزلفي وقرية العليا وحفر الباطن وبيشة والليث والباحة والقنفذة وجيزان ونجران وصعدة واللحية والحديدة وبيت الفقيه والمنخا تحت حكمه.

## مواليد
- محمد بنسعيد السلاوي، دبلوماسي ومن رجالات المخزن المغربي.
- عبد الغني الميداني
- مهدي القزويني
- ميرزا محمد تقي خان فراهاني (اميركبير)
- جابر عبد الحسين الكاظمي

## وفيات
- سليم الثالث